# Neoamphion vittatum
Neoamphion vittatum là một loài bọ cánh cứng trong họ Cerambycidae.